# 시데어

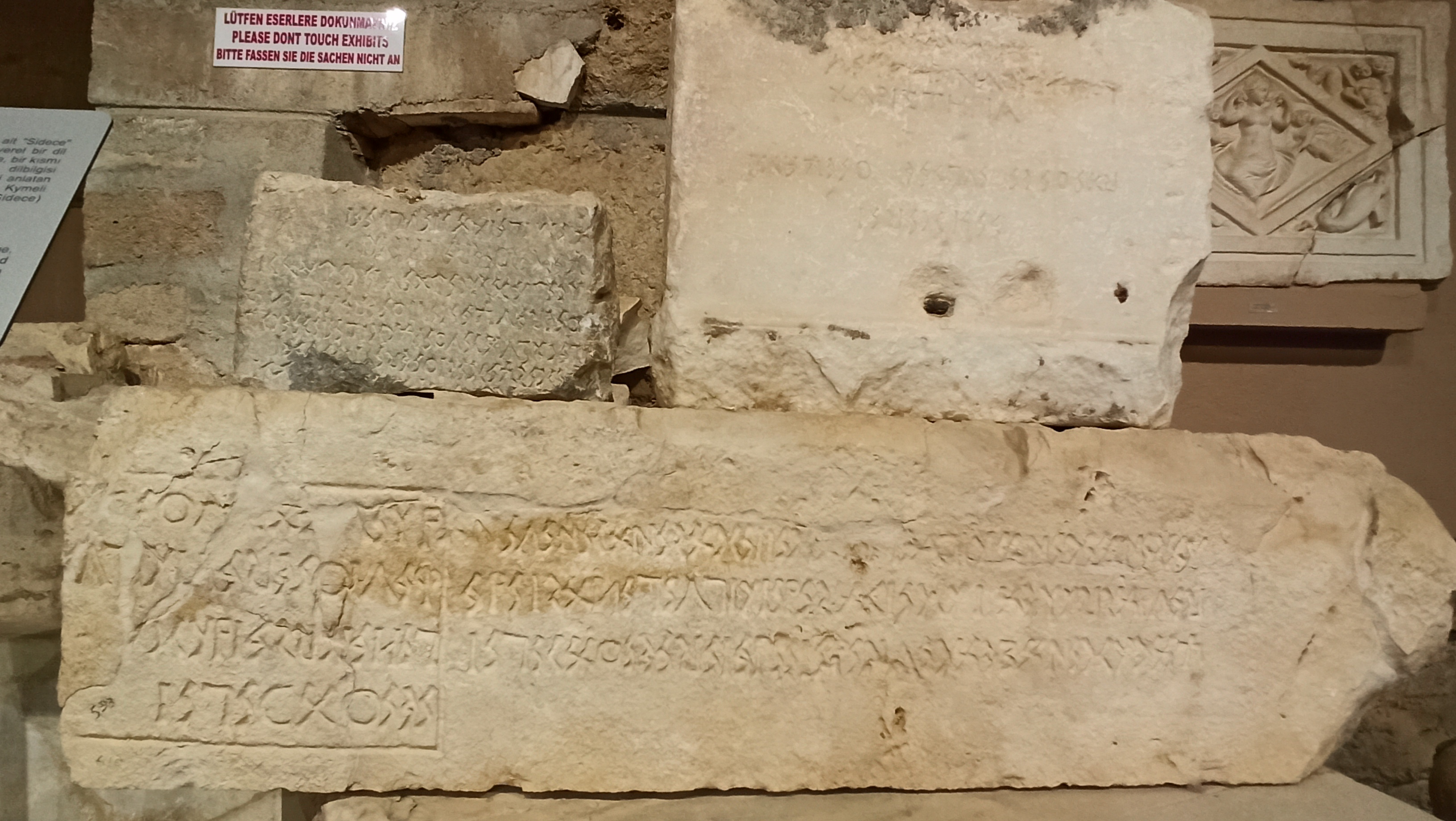

시데어는 아나톨리아어파의 한 언어로 오늘날은 사멸하고 없다. 팜필리아의 시데에서 발굴된 기원전 5세기에서 3세기 사이의 유물들을 통해서 그 존재가 알려져 있다. 리디아어, 리키아어, 카리아어와 가까운 관계로 여겨지고 있다.

## 같이 보기
- 피시디아어